# Religion i Storbritannien
Den største religion i Storbritannien er kristendommen. Den blev indført af romerne, men døde mere eller mindre ud, da den romerske overklasse forlod landet. Siden genindførtes kristendommen af Augustin af Canterbury og hans missionærer fra 597.
Den anglikanske kirke er det største kirkesamfund. Den har sin oprindelse i Augustins mission, men formedes ved reformationen i 1534. Hver af de fire nationer har sit eget kirkelige hierarki. Den engelske kirke er en statskirke med den britiske monark som overhoved og ærkebiskop af Canterbury som det åndelige overhoved. 
Den skotske kirke er presbyteriansk og afviser statskirkeordninger. Den britiske monark er i kraft af sit embede medlem af kirken. Monarken har ingen speciel magtposition, men må aflægge ed om at "forsvare kirkens sikkerhed". Den engelske kirkes ækvivalent i Skotland er Den skotske episkopale kirke.
Kirken i Wales blev udskilt fra Den engelske kirke i 1920'erne.
I Nordirland er Den irske kirke det største protestantiske kirkesamfund. Den er fælles for Republikken Irland og Nordirland. Dertil kommer flere større presbyterianske kirkesamfund.
Det næststørste kirkesamfund er Den katolske kirke, som også har sine rødder i Augustins mission. Ved reformationen blev der lagt store begrænsninger på katolsk trosudøvelse. Under Elizabeth 1. kunne det udløse dødsstraf for højforræderi, hvis en katolsk præst virkede i England. I 1850 blev forbuddet ophævet, og kirken oprettede separate hierarkier i de fire nationer (Nordirland og Irland er under samme hierarki). 
Der eksisterer dertil en række andre protestantiske og ortodokse kirkesamfund af varierende størrelse. 
Jøder fik lov til at bo i Storbritannien i 1656. Fra 1880 til 1945 var der en signifikant indvandring af jøder fra Rusland, Tyskland, Polen og Litauen, der flygtende fra forfølgelse. I dag landets jødiske samfund  det næststørste i Europa.[kilde mangler]
I anden del af det 20. århundrede var der omfattende indvandring fra Commonwealth of Nations, og dette førte til, at en række andre religioner blev etableret. De største er islam, hinduisme, sikhisme og buddhisme, men moskeen i 2 Glynrhondda Street i Cathays, Cardiff, som blev grundlagt af yemenske sejlere, blev registreret som kultsted i 1860.
Religioner, der hævder at stamme fra præ-keltiske briter som wicca og ny-druidisme, har en del tilhængere. 
Lidt over tre fjerdedele af befolkningen oplyste, at de tilhørte en religiøs retning ved folketællingen i 2001. Antallet af personer, som tilhører et trossamfund, er sandsynligvis noget højere, da det var frivilligt at svare på dette spørgsmål, hvilket mange modsatte sig af principielle grunde. På den anden side har undersøgelser vist, at op mod 35 % af befolkningen anser sig for at være ateister; det er således en betydelig gruppe, som er medlem af et trossamfund, men som ikke er troende. Mindre end 20 % af befolkningen deltager regelmæssigt i religiøse aktiviteter. En deltagelse, der er blandt de laveste i verden.[kilde mangler]